# Isaac Gàlvez López
Isaac Gàlvez López   (Vilanova i la Geltrú, 20 de maig de 1975 - Gant, 26 de novembre de 2006) fou un ciclista català que combinà ruta —pertanyé a l'equip Illes Balears— i pista, tot fent parella amb el mallorquí Joan Llaneras. Era germà de la també ciclista Débora Gálvez.
Va estudiar al Col·legi Sant Jordi i posteriorment a l'Escola Industrial, Can Puig i la Paperera, però ben aviat abandonà els estudis per dedicar-se de ple al ciclisme. Es va formar a la Unió Ciclista Vilanova, on va romandre fins a categoria cadet. Posteriorment marxà al MACO de Terrassa i a la Unió Ciclista Montcada, encara en categories inferiors. Finalment, després per diversos equips amateurs, debutà com a professional el 2000 amb l'equip Kelme-Costa Blanca. Aquell mateix any va prendre part en els Jocs Olímpics de Sydney, on disputà dues proves del programa de ciclisme.
En pista, fou dos cops Campió del món en Madison amb Joan Llaneras. En carretera destaca la Clàssica d'Almeria del 2000 i una etapa a la Volta a Catalunya de 2004. En aquesta mateixa edició va liderar la cursa el primer dia, quan el seu equip, el Banesto guanyà la contrarellotge per equips.
Morí el 26 de novembre de 2006, en xocar amb Dimitri De Fauw a la 66a edició dels Sis dies de Gant Bèlgica, a les 00:30, en la modalitat de Madison.

## Palmarès en pista
- 1995
  -  Campió d'Espanya de persecució per equips (amb Johnatan Garrido, Codina i Sánchez)
- 1997
  -  Campió d'Espanya de persecució per equips (amb Sergi Escobar, J.M. Fernández i O. Gomis)
  -  Campió d'Espanya de Velocitat per equips (amb José Antonio Escuredo i Gerard Bertran)
- 1998
  -  Campió d'Espanya de Madison (amb Xavier Florencio)
- 1999
  -  Campió del Món de Madison 50 km (amb Joan Llaneras)
  -  Campió d'Espanya de persecució per equips (amb Sergi Escobar, Carles Torrent i Xavier Florencio)
- 2000
  - Medalla d'argent en la modalitat de Madison 50 km del Campionat del món de ciclisme en pista (amb Joan Llaneras)
  -  Campió d'Espanya de persecució per equips (amb Isaac Gálvez, Carles Torrent i David Regal)
  - 1r als Sis dies de Grenoble, amb Joan Llaneras
- 2001
  - Medalla d'argent en la modalitat de Madison 50 km del Campionat del món de ciclisme en pista (amb Joan Llaneras)
- 2006
  -  Campió del Món de Madison 50 km (amb Joan Llaneras)

### Resultats a laCopa del Món
- 2000
  - 1r a Ciutat de Mèxic, en Madison

## Palmarès en ruta
- 1994
  - Vencedor d'una etapa al Cinturó a Mallorca
- 1998
  - Vencedor d'una etapa al Cinturó a Mallorca
- 1999
  - Vencedor d'una etapa a la Volta a Toledo
- 2000
  - 1r a la Clàssica d'Almeria
- 2001
  - Vencedor d'una etapa del Gran Premi Mosqueteiros-Rota do Marquês
  - Vencedor d'una etapa de la Volta ao Alentejo
- 2002
  - Vencedor d'una etapa de la Challenge de Mallorca
- 2003
  - Vencedor de 2 etapes de la Challenge de Mallorca
- 2004
  - Vencedor d'una etapa de la Setmana Catalana
  - Vencedor d'una etapa de la Volta a Catalunya
- 2005
  - Vencedor d'una etapa etapa del Critèrium Internacional
- 2006
  - Vencedor de 2 etapes de la Challenge de Mallorca
  - Vencedor d'una etapa dels 4 dies de Dunkerque